# Büddenstedt
Büddenstedt er en kommune i den sydøstlige del af Landkreis Helmstedt, i den østlige del af den tyske delstat Niedersachsen. Den ligger omkring 6 km syd for byen Helmstedt.

## Geografi
Büddenstedt ligger ved delstatsgrænsen til Sachsen-Anhalt, og det tidligere Østtyskland.

### Nabokommuner
- Kommunen Harbke
- Byer Helmstedt
- Byen Schöningen
- Kommunen Sommersdorf

### Inddeling
- Neu Büddenstedt
- Offleben
- Reinsdorf/Hohnsleben